# Combrimont
Combrimont ist eine auf 400 Metern über Meereshöhe gelegene Gemeinde im französischen Département Vosges in der Region Grand Est. Sie gehört zum Kanton Saint-Dié-des-Vosges-2 im Arrondissement Saint-Dié-des-Vosges. Sie grenzt im Westen an Neuvillers-sur-Fave, im Nordwesten an Frapelle, im Nordosten an Lesseux, im Osten an Lusse, im Südosten an Wisembach und im Südwesten an Bertrimoutier.

## Bevölkerungsentwicklung
| Jahr      | 1962 | 1968 | 1975 | 1982 | 1990 | 1999 | 2008 | 2014 |
| --------- | ---- | ---- | ---- | ---- | ---- | ---- | ---- | ---- |
| Einwohner | 151  | 143  | 116  | 167  | 172  | 174  | 159  | 147  |